# José María de Areilza
José María de Areilza, né le 3 août 1909 à Portugalete et mort à Madrid le 22 février 1998, est un diplomate et homme politique espagnol, membre du Conseil national du Movimiento (1946-1958) et considéré comme l'un des artisans de la Transition démocratique espagnole.
Il est 3e comte de Rodas, marquis de Santa Rosa del Río et comte consort de Motrico.

## Biographie
Étudiant en droit, il est un militant actif dans des petits partis conservateurs (Unión Monárquica) voire d'extrême droite (JONS) sous la Seconde République. Après sa défaite électorale pour le siège de député de Biscaye, il participe à la fusion entre la Phalange et les JONS. Pourtant ils préfèrent se rapprocher de Calvo Sotelo et participent une nouvelle fois aux élections générales pour Biscaye.
Au déclenchement de la guerre civile, il rejoint le camp nationaliste et devient maire de Bilbao après la chute de la ville.
À la fin de la guerre, il intègre le Ministère de l'industrie puis entame une carrière de diplomate en tant qu'ambassadeur en Argentine (1947-50), États-Unis (1954-60) et en France (1960-64). Parallèlement à ces différents postes il est membre du Conseil national du Movimiento et procurador aux Cortes franquistes.
Européen convaincu et déçu par l'incapacité du régime à se réformer, la réaction franquiste au Congrès de Munich le trouble profondément. De plus, il est éconduit par Franco alors qu'il le mettait en garde contre les conséquences diplomatiques, désastreuses, qu'entrainerait l'exécution de Julián Grimau. Il démissionne de son poste d'ambassadeur en 1964 et rejoint le comte de Barcelone dans l'opposition monarchique.
Devenu le responsable du secrétariat politique de Don Juan, il s'emploie à définir une aile plus dure dans l'opposition au général Franco, avec l'aide de Julián Marías et Antonio García-Trevijano. En démarquant le comte de Barcelone du régime, retrouvant ainsi la doctrine du Manifeste d'Estoril, Areilza permet à ce dernier de sauvegarder l'image d'une monarchie démocratique et intransigeante sur l'illégalité de la loi de Succession, alors que Franco désigne son successeur en la personne de Juan Carlos.
Pourtant, quelques jours après sa proclamation de Juan Carlos Ier comme Roi d'Espagne, il nomme Areilza Ministre des Affaires étrangères, malgré l'opposition d'Arias et l'hostilité du Búnker envers l'homme du Comte.
Il est inhumé à Mutriku.

## Sources
- (es) Cet article est partiellement ou en totalité issu de l’article de Wikipédia en espagnol intitulé « José María de Areilza » (voir la liste des auteurs).
- Philippe Nourry, Juan Carlos : Une histoire exemplaire, Paris, Tallandier, 1986-2011, 485 p. (ISBN 978-2-84734-793-7)